# Iro Haarla

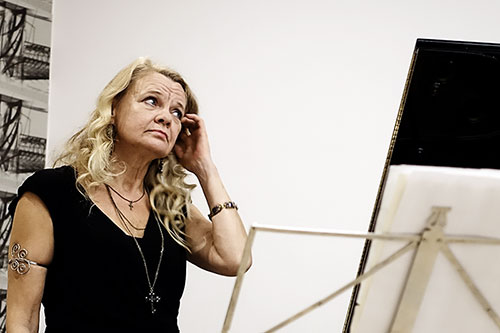
Iro Haarla in 2014

Iro Haarla (7 november 1956) is een Finse pianiste, harpiste en componiste.
Haarla speelt al een tijd mee in de free-jazzscene, met name in het gezelschap Sound & Fury van haar voormalige echtgenoot Edward Vesala die overleed in 1999. Pas na die tijd brengt ze ook albums onder haar eigen naam uit. Haar muziek is te omschrijven als een mix van folkachtige free jazz met noordse invloeden (heldere klank). Haar muziek heeft echter ook soms wat weg van christelijke melodieën, daar is haar opleiding door Heikki Sarmanto debet aan. Haar andere leermeester was Izumi Tateno.
Gedurende haar solocarrière heeft ze al opgetreden met het neusje van de zalm van de Scandinavische jazzmuziek. Samen met Uffe Krokfors (contrabas) heeft ze  het ensemble Loco Motife opgericht.

## Discografie
- 2001 Yarra Yarra
- 2003 live in Japan
- 2003 Heart of a bird
- 2005 Penguin Beguine (Emmy Award)
- 2005 Northbound op ECM Records
- 2007 Sky is ruby
- 2011 Vespers
- 2011 Toisen maailman nimi met Matti Johannes Koivu
- 2013 Kolibri (Iro Haarla Sextet)
- 2015 Kirkastus (2015) met Juhani Aaltonen
- 2016 Ante Lucem (Iro Haarla Quintet & Norrlands Operans Symfoniorkester)